# Douglas Campbell (actor)
Douglas Campbell (11 de junio de 1922 - 6 de octubre de 2009) fue un actor canadiense.

## Carrera artística
Nacido en Glasgow, Escocia, Campbell fue un actor que inició su interés por el teatro a los 17 años de edad, trabajando como empleado del Old Vic Theatre de Londres, local en el cual se representaba la obra El rey Juan, producida por Tyrone Guthrie. 
Su primera actuación tuvo lugar en 1941 en producciones itinerantes que el Old Vic hizo de las obras Medea y La Escalera de Jacob.
En 1953 fue invitado a viajar a Canadá por Guthrie, siendo éste el primer Director Artístico del entonces recién nacido Festival Stratford de Canadá. Ese año Campbell interpretó a Hastings en la producción inaugural de la obra Ricardo III, y al rey Edipo en la producción para el teatro y la pantalla de Edipo rey llevada a cabo en 1954. A lo largo de los siguientes cincuenta años Campbell actuó en numerosas ocasiones en el festival Stratford, consiguiendo grandes críticas por su papel de Otelo en 1959, así como por su diferentes interpretaciones de Falstaff.
Además, Campbell fundó la compañía Canadian Players en 1954, y fue director Artístico del Teatro Guthrie de Minneapolis entre 1966 y 1967. El 17 de abril de 1997 se recompensó su trayectoria otorgándole la Orden de Canadá.

## Vida personal
En 1947 Campbell se casó con Ann Casson, actriz e hija de Sir Lewis Casson y de Dama Sybil Thorndike. Fruto de ese matrimonio fueron: Dirk Campbell, director televisivo; Teresa Padden, actriz; Tom Campbell, pintor; y Benedict Campbell, actor. 
A finales de los años sesenta, Campbell inició una relación con Moira Wylie, actriz y directora, con la cual tuvo a Beatrice y Torquil Campbell. Beatrice Campbell es directora teatral del Festival Shaw y Torquil Campbell es actor y cantante y compositor de la banda canadiense Stars. Casson, de la cual Campbell no llegó a divorciarse, falleció en 1990. En 1993 se casó con Wylie.
Campbell falleció en 2009 en el Hospital Hôtel-Dieu de Montreal, Quebec (Canadá), a causa de complicaciones de una diabetes y de una insuficiencia cardiaca.

## Filmografía

### Cine
- 1957: Oedipus Rex
- 1965: When Tomorrow Dies
- 1980: Double Negative
- 1982: If You Could See What I Hear
- 1983: Strange Brew
- 1985: Perfect
- 2000: Once Upon A Christmas

### Televisión
- 1979-1982: The Great Detective (35 episodios)
- 1999: Due South (Actuación en el episodio final)
- 2000: Anne of Green Gables: The Continuing Story (miniserie)